# Брент Ларкем
Брент Ларкем (англ. Brent Larkham; нар. 8 січня 1972) — колишній австралійський тенісист.
Найвищу одиночну позицію світового рейтингу — 108 місце досяг 26 вересня 1994 року.
Найвищим досягненням на турнірах Великого шолома було 3 коло в одиночному розряді.

## Титули на челленджерах

### Одиночний розряд: (2)
| Ранг | Рік  | Турнір               | Покриття | Суперник         | Рахунок       |
| ---- | ---- | -------------------- | -------- | ---------------- | ------------- |
| 1.   | 1993 | Лонсестон, Австралія | Килим    | Ніклас Утґрен    | 6–3, 4–6, 7–6 |
| 2.   | 1994 | Тампере, Фінляндія   | Ґрунт    | Алехо Манцісідор | 7–6, 1–6, 6–3 |

### Парний розряд: (3)
| Ранг | Рік  | Турнір                    | Покриття | Партнер         | Суперники                   | Рахунок       |
| ---- | ---- | ------------------------- | -------- | --------------- | --------------------------- | ------------- |
| 1.   | 1992 | Бристоль, Велика Британія | Трава    | Даррен Керк     | Кент Кіннієр Петер Нюборґ   | 3–6, 7–6, 6–4 |
| 2.   | 1993 | Перт, Австралія           | Трава    | Пол Кілдеррі    | Вен Еллвуд Марк Філіппуссіс | 7–6, 6–3      |
| 3.   | 1995 | Фюрт, Німеччина           | Ґрунт    | Ендрю Кратцманн | Кен Флек Кент Кіннієр       | 6–4, 6–7, 7–6 |